# Milwaukee
Milwaukee je sa 604.477 stanovnika (stanje 2008.) najveći grad u američkoj saveznoj državi Wisconsin i okrugu Milwaukee, kojem je i sjedište. Metropolitansko područje ima sveukupno 1.739.497 stanovnika. Milwaukee je 23. grad u Sjedinjenim Državama po broju stanovnika, a nalazi se u jugoistočnom dijelu savezne države, na zapadnoj obali jezera Michigan, oko 130 km sjeverno od Chicaga u Illinoisu.

## Povijest
Područje današnjeg Milwaukeeja u početku su nastanjivala indijanska plemena Fox, Mascouten, Potawatomi i Winnebago. Grad je ime dobio prema indijanskoj riječi millioke, za koju se pretpostavlja da je značila "dobra zemlja" ili "sastajalište kraj vode". Francuski misionari i trgovci prolazili su područjem u 17. i 18. stoljeću. Solomon Juneau, jedan od Francuza koji su se nastanili na tom području, godine 1818. preuzeo je trgovačke poslove svog svekra, a 1833. osnovao grad na istočnoj obali rijeke Milwaukee. Godine 1846. Juneauovo se naselje ujedinilo sa susjednim naseljima, Kilbourn Townom i Walker's Pointom u grad Milwaukee, a Juneau je bio i prvi gradonačelnik; danas se u središtu grada nalazi njegov kip i replika njegove drvene kućice.
Njemački imigranti pridonijeli su povećanju broja stanovnika tijekom četrdesetih godina 19. stoljeća, kao i u desetljećima koja su slijedila. Milwaukee i danas ima velik broj njemačko-američke populacije. Liberalna tradicija tih ljudi dovela je do socijalističke vladavine u Milwaukeeju tijekom više desetljeća 20. stoljeća, što je jedini takav slučaj među većim gradovima SAD-a.

## Šport
Milwaukee je dom nekoliko profesionalnih sportskih momčadi, od kojih je najpoznatija košarkaška NBA momčad Milwaukee Bucks, za koju su nastupali Toni Kukoč, Damir Markota, Roko Leni Ukić i Andrew Bogut (australski Hrvat, koji je bio ujedno i prvi izbor na NBA draftu 2005.). Od ostalih momčadi tu su bejzbolska Milwaukee Brewers, hokejaška Milwaukee Admirals, malonogometna Milwaukee Wave i nogometna Milwaukee Wave United.

## Hrvati u Milwaukeeju
U Milwaukeeju je svoje povjereništvo imao hrvatski iseljenički list Radnička obrana.

## Vanjske poveznice
- Službena stranica  Arhivirana inačica izvorne stranice od 20. travnja 2010. (Wayback Machine) (engl.)
- Službena stranica okruga Milwaukee (engl.)

### Ostali projekti
|  | Zajednički poslužitelj ima još gradiva o temi Milwaukee, Wisconsin |